# Alexandre Courbet-Poulard
Alexandre Courbet-Poulard est un homme politique français né le 12 mars 1815 et décédé le 11 décembre 1883 à Abbeville (Somme).

## Biographie
Fils d'un marchand de vin, Alexandre Courbet-Poulard fait ses études à l'institution de Saint-Riquier et les poursuit à Paris. En 1845, succédant à son père, il devient juge au tribunal de commerce d'Abbeville. Le 16 août 1863, il est fait chevalier de la Légion d'honneur.
En 1847, il est conseiller municipal d'Abbeville et devint conseiller général en 1858 et maire d'Abbeville en 1870.
Se présentant à l’élection du Corps législatif dans la 2e circonscription de la Somme comme candidat indépendant, il échoue face au député sortant et candidat officiel Myrtil-Joseph Sénéca. La même année, il est nommé, par le gouvernement, commissaire spécial au Conseil supérieur du commerce chargé de l'enquête relative au Traité franco-anglais de 1860.
Au début de la IIIe République, il est élu député de la Somme aux élections du 8 février 1871 et siège à droite avec les conservateurs monarchistes. Il est maire d'Abbeville de mai 1871 à 1874.
Il se représente aux élections législatives du 20 février 1876, dans la 1re circonscription d'Abbeville mais est battu par le candidat républicain Henri Labitte. Il renonce alors à la vie politique.
Il publie des articles et des ouvrages sur les biens communaux, la marine, les octrois, les chemins de fer et de nombreux articles dans le Dictionnaire du commerce.